# Les Aventures extraordinaires d'Adèle Blanc-Sec (film)
Les Aventures extraordinaires d'Adèle Blanc-sec is een avonturen-komedie van Luc Besson gebaseerd op de gelijknamige stripreeks van Jacques Tardi. Het scenario is gebaseerd op twee verschillende stripalbums van de reeks: Adèle et la Bête (1976) en Momies en Folie (1978).

## Verhaal
Adèle Blanc-Sec (Louise Bourgoin) is een professioneel avonturierster en auteur in het Parijs van de vroege 20e eeuw. Ze negeert de conventies van wat als aanvaardbaar gedrag voor een ongetrouwde jonge vrouw wordt beschouwd en reist de wereld af op zoek naar avontuur. Terwijl ze zich in Egypte bevindt op zoek naar de tombe van de mummie Patmosis wordt haar thuisstad Parijs onveilig gemaakt door een pterosauriër. Die twee schijnbaar ongerelateerde feiten gaan haar helpen in haar zoektocht naar hulp voor haar zieke zus. 

## Rolverdeling
- Louise Bourgoin: Adèle Blanc-Sec
- Mathieu Amalric: Prof. Dieuleveult
- Gilles Lellouche: Inspecteur Léonce Caponi
- Laure de Clermont-Tonnerre: Agathe Blanc-Sec
- Jacky Nercessian Marie-Joseph Esperandieu
- Jean-Paul Rouve: Justin de Saint-Hubert
- Philippe Nahon: Professor Ménard
- Gérard Chaillou: President Fallières
- Serge Bagdassarian: Choupard
- Nicolas Giraud: Andrej Zborowski

## Acteurs
Voor de hoofdrol was in eerste instantie Sylvie Testud in beeld. Uiteindelijk ging de rol naar Louise Bourgoin. Regisseur Besson was onder de indruk van haar prestatie in La Fille de Monaco. Hij prees haar vaardigheid in het verbeelden van verschillende personages. Dit was van belang aangezien Adèle Blanc-Sec door een 15-tal vermommingen gaat in de film. 

## Productiegeschiedenis
Besson kende de stripreeks al sinds het midden van de jaren zeventig. Zijn eerste pogingen om een verfilming te maken dateren van eind jaren negentig. Deze leidden destijds echter tot niets, aangezien Jacques Tardi al in onderhandeling was met een andere film-producent. Toen deze onderhandelingen op niets uitdraaiden had Tardi even genoeg van de filmwereld, waardoor hij Besson pas na zes jaar onderhandelen toestemming gaf. De opnamen zelf begonnen in augustus 2009, in en rond Parijs. Halverwege november van hetzelfde jaar trok de filmploeg naar Caïro in Egypte, om de buitenopnames voor Adèle's zoektocht naar de mummie Patmosis op te nemen.